# カレントバイオロジー
カレントバイオロジー（Current Biology）は、生物学全般、特に分子生物学、細胞生物学、遺伝学、神経科学、生態学、進化生物学を対象とした学術雑誌である。専門家の査読を得た研究論文やレビューが掲載され、月に2度発行される。1991年にCurrent Science groupによって発刊されて、1998年にエルゼビアに移り、2001年にエルゼビア内のCell Pressから発行されることになった。2008年のインパクトファクターは10.777である。